# The Vaccines
The Vaccines (zu deutsch „Die Impfstoffe“) sind eine Indie-Rock-Band aus London, die seit 2010 besteht.

## Geschichte
Sänger Justin Young versuchte es zuerst mit der Band Jay Jay Pistolet. Als der Durchbruch nicht gelang, schloss er sich mit Gitarrist Freddie Cowan, der zuvor mit The Horrors gespielt hatte, sowie dem isländischen Bassisten Árni Hjörvar und dem Schlagzeuger Pete Robertson zu den Vaccines zusammen. Im Internet erregten sie mit dem Video If You Wanna große Aufmerksamkeit und die Manager von Franz Ferdinand nahmen sich ihrer an. Es folgten prominente Auftritte und Presseberichte, die ihre ersten Veröffentlichungen vorbereiteten.
Ihre erste Single Wreckin’ Bar (Ra Ra Ra) brachten sie in Großbritannien am 29. November 2010 heraus, sie verfehlte noch die Charts. Nachdem sie bei der Kritikerumfrage Sound of 2011 der BBC für die erfolgversprechendsten Newcomer 2011 auf Platz 3 gekommen waren, erreichten sie mit der zweiten Veröffentlichung Post Break-Up Sex erstmals die UK Top 40. Das Debütalbum What Did You Expect from the Vaccines? kam am 14. März 2011 auf den Markt und stieg auf Platz 4 der Albumcharts ein.
Die Band selbst beschreibt ihre Einflüsse folgendermaßen: „…50s rock ‘n’ roll, ’60s garage and girl groups, ’70s punk, ’80s American hardcore, C86 and good pop music.“
Das zweite Album Come of Age erschien am 31. August 2012.

## Diskografie

### Alben
| Jahr | Titel                                  | Höchstplatzierung, Gesamtwochen, AuszeichnungChartplatzierungen (Jahr, Titel, Platzierungen, Wochen, Auszeichnungen, Anmerkungen) | Höchstplatzierung, Gesamtwochen, AuszeichnungChartplatzierungen (Jahr, Titel, Platzierungen, Wochen, Auszeichnungen, Anmerkungen) | Höchstplatzierung, Gesamtwochen, AuszeichnungChartplatzierungen (Jahr, Titel, Platzierungen, Wochen, Auszeichnungen, Anmerkungen) | Höchstplatzierung, Gesamtwochen, AuszeichnungChartplatzierungen (Jahr, Titel, Platzierungen, Wochen, Auszeichnungen, Anmerkungen) | Anmerkungen                              |
| Jahr | Titel                                  | DE | AT | CH | UK | Anmerkungen                              |
| ---- | -------------------------------------- | --- | --- | --- | --- | ---------------------------------------- |
| 2011 | What Did You Expect from the Vaccines? | DE82 (1 Wo.)DE | AT50 (1 Wo.)AT | CH36 (2 Wo.)CH | UK4 Platin · (78 Wo.)UK | Erstveröffentlichung: 11. März 2011      |
| 2012 | Come of Age                            | DE86 (1 Wo.)DE | AT72 (1 Wo.)AT | CH42 (1 Wo.)CH | UK1 Platin · (27 Wo.)UK | Erstveröffentlichung: 3. September 2012  |
| 2015 | English Graffiti                       | — | — | CH90 (1 Wo.)CH | UK2 Gold · (11 Wo.)UK | Erstveröffentlichung: 25. Mai 2015       |
| 2018 | Combat Sports                          | — | — | CH82 (1 Wo.)CH | UK4 (4 Wo.)UK | Erstveröffentlichung: 30. März 2018      |
| 2021 | Back in Love City                      | — | — | — | UK5 (1 Wo.)UK | Erstveröffentlichung: 10. September 2021 |
| 2024 | Pick-Up Full of Pink Carnations        | — | — | CH94 (1 Wo.)CH | UK3 (… Wo.)UK | Erstveröffentlichung: 12. Januar 2024    |

### Singles
| Jahr | Titel Album                                              | Höchstplatzierung, Gesamtwochen, AuszeichnungChartsChartplatzierungen (Jahr, Titel, Album, Platzierungen, Wochen, Auszeichnungen, Anmerkungen) | Anmerkungen                           |
| Jahr | Titel Album                                              | UK | Anmerkungen                           |
| ---- | -------------------------------------------------------- | --- | ------------------------------------- |
| 2011 | Post Break-Up Sex What Did You Expect from the Vaccines? | UK32 Silber · (3 Wo.)UK | Erstveröffentlichung: 10. Januar 2011 |
| 2011 | If You Wanna What Did You Expect from the Vaccines?      | UK35 Platin · (14 Wo.)UK | Erstveröffentlichung: 11. April 2011  |
| 2011 | Nørgaard What Did You Expect from the Vaccines?          | UK84 Silber · (3 Wo.)UK |                                       |
| 2012 | No Hope Come of Age                                      | UK37 (2 Wo.)UK | Erstveröffentlichung: 2. Juli 2012    |
| 2012 | Teenage Icon Come of Age                                 | UK39 (4 Wo.)UK | Erstveröffentlichung: 13. August 2012 |
| 2013 | Melody Calling –                                         | UK44 (2 Wo.)UK | Erstveröffentlichung: 8. Juli 2013 EP |
| 2015 | Handsome English Graffiti                                | UK74 (1 Wo.)UK | Erstveröffentlichung: 23. Januar 2015 |

Weitere Singles
- Wreckin’ Bar (Ra Ra Ra) / Blow It Up – 2010
- All in White – 2011
- Wetsuit / Tiger Blood – 2011 (UK: Silber)
- Why Should I Love You? – 2012
- I Always Knew – 2012
- Bad Mood – 2013
- Dream Lover – 2015
- 20/20 – 2015
- Give Me a Sign – 2015
- I Can’t Quit – 2018
- All My Friends Are Falling In Love – 2018 (UK: Silber)